# ヘレン・ハーデカー
ヘレン・ハーデカー（Helen Hardacre、1949年5月20日 - ）は、アメリカ合衆国の日本宗教研究者、ハーヴァード大学教授。

## 人物・来歴
テネシー州ナッシュヴィル生まれ。ヴァンダービルト大学の学部生時代から日本宗教の研究を始め、1980年、シカゴ大学にてジョゼフ・キタガワ、ジョナサン・Z・スミス教授の下で博士号を取得（宗教学）。近現代日本宗教史を専門とし、現代における神道や仏教教団、在日韓国・朝鮮人の宗教生活等に関するエスノグラフィック研究に従事する。また、国家神道の研究、現代における中絶の儀礼化についての研究も手掛ける。プリンストン大学宗教学部 (1980-1989年)、オーストラリアのグリフィス大学現代アジア研究所 (1990-1992年) を経て、1992年にハーバード大学教授に就任。1995-1998年、ライシャワー日本研究所所長を務めた。ライシャワー日本研究所日本宗教社会学教授。

## 著書
- Lay Buddhism in contemporary Japan : Reiyukai Kyodan / （霊友会の大乗仏教）プリンストン大学出版会、 c1984
- The religion of Japan's Korean minority : the preservation of ethnic identity/ （日本の在日コリアンの宗教）カリフォルニア大学出版会 c1984
- Kurozumikyo and the new religions of Japan /（黒住教と日本の新宗教）プリンストン大学出版会 c1986
- Shinto and the state, 1868-1988 / （神道と国家）プリンストン大学出版会 c1989
- Marketing the menacing fetus in Japan / University of California Press, c1997
  - 『水子供養 商品としての儀式 近代日本のジェンダー/セクシュアリティと宗教』塚原久美監訳,清水邦彦監修,猪瀬優理,前川健一訳. 明石書店, 2017.12
- Religion and society in nineteenth-century Japan : a study of the southern Kanto region, using late Edo and eary Meiji gazetteers /（江戸後期から明治初期の新聞記者を通して見た19世紀南関東の宗教と社会）ミシガン大学 Center for Japanese Studies, the University of Michigan, 2002
- Shinto : a history（神道の研究）オックスフォード大学出版局 Oxford University Press, [2017]